# 保田駅 (福井県)
保田駅（ほたえき）は、福井県勝山市鹿谷町保田にある、えちぜん鉄道勝山永平寺線の駅である。駅番号はE20。

## 歴史
- 1916年（大正5年）8月21日：京都電燈越前電気鉄道の小舟渡駅 - 発坂駅間に駅開業[1][2][3][4]。
- 1942年（昭和17年）3月2日：京福電気鉄道（京福）設立に伴い[5]、同社の越前線（後の越前本線）の駅となる[4]。
- 1970年（昭和45年）6月：列車交換設備を廃止、駅業務を無人化（無人駅）[2]。
- 2001年（平成13年）6月24日：当駅 - 発坂駅間で列車正面衝突事故が発生（京福電気鉄道越前本線列車衝突事故）[6]。これに伴う全線運行休止により休業[7][8]。
- 2003年（平成15年）
  - 2月1日：京福がえちぜん鉄道に駅施設を譲渡[8]。同社の勝山永平寺線の駅となる[2]。
  - 10月19日：永平寺口駅 - 勝山駅間の運行再開に伴い、駅業務を再開[8]。

## 駅構造
単式ホーム1面1線を有する地上駅で無人駅である。線路北側にホームが設置されている。駅舎は併設されておらず、ホームに待合室があるのみである。

## 利用状況
「勝山市統計書」によると、1日平均の乗車人員は以下のとおりである。
| 乗車人員推移 | 乗車人員推移 |
| 年度         | 1日平均人数  |
| ------------ | ------------ |
| 2003年       | 3            |
| 2004年       | 3            |
| 2005年       | 5            |
| 2006年       | 6            |
| 2007年       | 7            |
| 2008年       | 10           |
| 2009年       | 10           |
| 2010年       | 8            |
| 2011年       | 7            |
| 2012年       | 9            |
| 2013年       | 8            |
| 2014年       | 10           |
| 2015年       | 8            |
| 2016年       | 9            |
| 2017年       | 7            |
| 2018年       | 8            |
| 2019年       | 7            |
| 2020年       | 4            |
| 2021年       | 3            |
| 2022年       | 4            |

## 駅周辺
アラレガコの生息地である九頭竜川と山に挟まれ、最寄の建物はわずかである。

## 隣の駅
えちぜん鉄道
■勝山永平寺線
□快速（上りのみ）
通過
■普通
小舟渡駅 (E19) - 保田駅 (E20) - 発坂駅 (E21)